# 5-Hour Energy
5 Hour Energy is een Amerikaanse continentale wielerploeg, uitkomend in de continentale circuits van de UCI. 

## Bekende renners
- Francisco Mancebo (2013)
- Shawn Milne (2011-2013)

## Samenstellingen

### 2014
| Naam              | Geboortedatum    | Nationaliteit    | Ploeg 2013       |
| ----------------- | ---------------- | ---------------- | ---------------- |
| Sam Bassetti      | 2 april 1991     | Verenigde Staten | Neo              |
| Chad Beyer        | 15 augustus 1986 | Verenigde Staten | Champion System  |
| Jonathan Hornbeck | 30 oktober 1989  | Verenigde Staten | Neo              |
| Jake Keough       | 18 juni 1987     | Verenigde Staten | Unitedhealthcare |
| Bruno Langlois    | 1 maart 1979     | Canada           | Garneau-Quebecor |
| Gavin Mannion     | 24 augustus 1991 | Verenigde Staten | Bontrager        |
| Christian Parrett | 22 december 1989 | Verenigde Staten |                  |
| Taylor Sheldon    | 31 maart 1987    | Verenigde Staten |                  |
| James Stemper     | 21 augustus 1985 | Verenigde Staten |                  |
| Robert Sweeting   | 5 juni 1987      | Verenigde Staten |                  |
| David Williams    | 19 juni 1988     | Verenigde Staten |                  |

### 2013
| Naam              | Geboortedatum    | Nationaliteit    | Ploeg 2012          |
| ----------------- | ---------------- | ---------------- | ------------------- |
| Greggory Brandt   | 8 november 1984  | Verenigde Staten |                     |
| Andrès Diaz       | 20 januari 1984  | Colombia         | Geen                |
| Nathaniel English | 28 maart 1984    | Verenigde Staten |                     |
| Max Jenkins       | 5 december 1986  | Verenigde Staten | Competitive Cyclist |
| Francisco Mancebo | 9 maart 1976     | Spanje           | Competitive Cyclist |
| Shawn Milne       | 9 november 1981  | Verenigde Staten |                     |
| Christian Parrett | 22 december 1989 | Verenigde Staten | Neo                 |
| Taylor Sheldon    | 31 maart 1987    | Verenigde Staten | Competitive Cyclist |
| James Stemper     | 21 augustus 1985 | Verenigde Staten |                     |
| Robert Sweeting   | 5 juni 1987      | Verenigde Staten |                     |
| David Williams    | 19 juni 1988     | Verenigde Staten | Competitive Cyclist |